# Sundernagar
Sundernagar (o Sundarnagar) è una città dell'India di 23.979 abitanti, situata nel distretto di Mandi, nello stato federato dell'Himachal Pradesh. In base al numero di abitanti la città rientra nella classe III (da 20.000 a 49.999 persone).

## Geografia fisica
La città è situata a 31° 31' 60 N e 76° 52' 60 E e ha un'altitudine di 860 m s.l.m..

## Società

### Evoluzione demografica
Al censimento del 2001 la popolazione di Sundernagar assommava a 23.979 persone, delle quali 12.674 maschi e 11.305 femmine. I bambini di età inferiore o uguale ai sei anni assommavano a 2.287, dei quali 1.245 maschi e 1.042 femmine. Infine, coloro che erano in grado di saper almeno leggere e scrivere erano 19.552, dei quali 10.720 maschi e 8.832 femmine.